# Fabian Giger
Fabian Giger (Rieden, 18 juli 1987) is een Zwitsers mountainbiker. Ook rijdt hij af en toe een wedstrijd op de weg.

## Carrière (mountainbike)
Bij de jeugd stond Giger vooral in de schaduw van land en generatiegenoot Nino Schurter. In 2009 werd hij echter Europees kampioen bij de beloften. In 2010 werd hij prof bij het Nederlandse Rabobank-Giant Offroad Team; hij zou er tot en met 2014 blijven. In die periode groeide hij gestaag naar de subtop. Zo werd hij op het EK 2014 2de achter Julien Absalon. Hij kwam in 2015 uit voor Zwitserland op de Europese Spelen 2015 op het onderdeel mountainbiken, waar hij de derde plaats pakte.

## Carrière (wegwielrennen)
Giger behaalde in 2017 zijn eerste succes op de weg. Hij won het bergklassement van de Istarsko Proljece. Een jaar later won hij in diezelfde wedstrijd de eerste etappe, en werd hij derde in het eindklassement.

## Palmares (mountainbike)

### Overwinningen
| Seizoen | Wereldbeker | Kampioenschappen | Overige                                                 | Totaal aantal zeges |
| ------- | ----------- | ---------------- | ------------------------------------------------------- | ------------------- |
| 2010    |             |                  | Jelenia Góra, Haifa, Hittnau                            | 3                   |
| 2011    |             |                  | Hittnau                                                 | 1                   |
| 2012    |             |                  | Amathus, Haiming, Bad Salzdetfurth, Bundesliga, Guiyang | 5                   |
| 2013    |             |                  | Zypern, Guiyang                                         | 2                   |
| 2014    |             |                  | Praag, Gränichen                                        | 2                   |

### Erelijst
| Seizoen | Wereldbeker | ZK     | WK  | EK     |
| ------- | ----------- | ------ | --- | ------ |
| 2014    | 11e         | Zilver | 11e | Zilver |
| 2013    | 8e          | Brons  | 10e | 21e    |
| 2012    | 9e          | 5e     | 5e  | 21e    |
| 2011    | 14e         | 10e    | 19e | 4e     |
| 2010    | 18e         | 4e     | 22e | 14e    |

## Palmares (wegwielrennen)

### Overwinningen
2016
- Bergklassement Istarsko Proljece

2017
- 1e etappe Istarsko Proljece